# ウィリアム・カーロス・ウィリアムズ
ウィリアム・カーロス・ウィリアムズ（William Carlos Williams、1883年9月17日 - 1963年3月4日）は、アメリカ合衆国の詩人。エズラ・パウンド、T.S.エリオットに比肩する、20世紀アメリカを代表する詩人とされ、その創作はモダニズム、イマジズム（写象主義）と関連付けられて紹介されている。

## 来歴
1883年、ニュージャージー州バーゲン郡ラザフォードに生まれる。父親はイギリス人、母親はプエルトリコ人。ペンシルヴェニア大学医学部在学中にエズラ・パウンドと交友を結ぶ。卒業後、1906年にニューヨーク市のフレンチ病院でインターンを始める。その後ラザフォードに帰郷し、小児科の町医者として勤務しながら口語詩を発表。1913年に第一詩集『気質』を出版。1927年、ダイアル賞を受賞。1950年に『選詩集』と『パターソン』により全米図書賞を受賞。1953年、ボリンゲン賞を受賞。
1963年、故郷、ニュージャージー州ラザフォードで死去。没後、『ブリューゲルの絵、その他の詩』でピューリッツァー賞 詩部門を受賞。アメリカの現代口語を大胆に取り入れた詩で、第二次世界大戦後のビートニクやブラック・マウンテン派の詩人たちに影響を与えた。

## 翻訳された著作
- 『ウィリアム・カーロス・ウィリアムズ詩集』片桐ユズル、中山容 訳、国文社〈ピポー叢書〉、1965年
- 『パタソン―W・C・ウィリアムズ詩集』田島伸悟訳、沖積舎、1988年
- 『パターソン』沢崎順之助訳、思潮社、1994年10月
- 『ウィリアムズ詩集』原成吉訳、思潮社〈海外詩文庫〉、2005年7月
- 『農家の娘』飯田隆昭訳、太陽社、2006年2月
- 『ウィリアム・カーロス・ウィリアムズ自叙伝 』アスフォデルの会 訳、2008年6月
- 『オールド・ドクター ウィリアム・カーロス・ウィリアムズ短篇集成』 飯田隆昭訳、国書刊行会、2015年6月
- 『代表的アメリカ人』富山英俊訳、みすず書房、2016年1月